# 愛麗絲：從仙境來的少年
《愛麗絲：從仙境來的少年》（韓語：앨리스: 원더랜드에서 온 소년）是一部2015年上映的韓國奇幻恐怖愛情片，由導演許恩熙編寫劇本及執導，並由演員洪宗玄、庭沼珉主演。該片改編自1979年在京畿道一帶發生的真實事件，是韓國首部鬼魂浪漫愛情片。

## 演員陣容

### 主要角色
| 演員   | 角色 | 介紹                                                             |
| 洪宗玄 | 煥   | 仙境中的神秘人物，對惠仲很熟悉，也知道惠仲缺失的東西是什麼。     |
| 庭沼珉 | 惠仲 | 大學生，因小時候的記憶，令大腦處於現實與幻覺的邊緣，導致精神錯亂 |

### 其他角色
| 演員   | 角色       | 介紹                                                                   |
| 鄭妍周 | 秀蓮       | 仙境的傭人阿姨，過去的悲慘往事令她吊頸自盡。變成鬼魂後擁有操控人的能力 |
| 李丞涓 | 巫女       | 順美的好友 擁有與靈界接觸的能力                                        |
| 朴賢淑 | 順美       | 惠仲的姑母                                                             |
| 徐甲淑 | 奶奶       | 惠仲的奶奶                                                             |
| 張瑞源 | 金順浩     | 惠仲金煥的父親，對妻子感情變淡，之後與秀蓮發生關係                     |
| 金俊馨 | 惠仲媽媽   | 因身患重病，發現丈夫漸漸對她冷淡                                       |
| 李高恩 | 小女孩     | 小時候的惠仲                                                           |
| 金荷璘 | 守護者 妻  |                                                                        |
| 孫鍾範 | 中間人     |                                                                        |
| 車美京 | 女教授     |                                                                        |
| 李相熙 | 中間者老人 | 特別出演                                                               |

## 獲獎與提名
2015年：第19屆富川國際奇幻電影節
- LG Hi-Entech獎（許恩熙）

## 外部鏈接
- NAVER上《愛麗絲：從仙境來的少年》的資料
- Daum上《愛麗絲：從仙境來的少年》的資料

- 韩国电影数据库（KMDb）上《愛麗絲：從仙境來的少年》的資料